# Barra Velha
Barra Velha es un municipio brasileño del estado de Santa Catarina. Tiene una población estimada al 2022 de 45 369 habitantes. Ubicada en la costa del estado, pertenece a la Región metropolitana del Norte-Nordeste Catarinense.

## Historia
La localidad del actual municipio era usada por pescadores antes y durante el reinado de Pedro I. En 1865 fue lugar de un naufragio de un crucero de la Guerra del Paraguay. El municipio se emancipó el 7 de diciembre de 1961, separándose de Araquari.
Municipio costero, destaca por su turismo, playas y una laguna de 10 km de longitud usada para deportes acuáticos.